# Arquidiócesis de Imfal
La arquidiócesis de Imfal (en latín: Archidioecesis Imphalensis y en inglés: Roman Catholic Archdiocese of Imphal) es una circunscripción eclesiástica de la Iglesia católica en India. Se trata de una arquidiócesis latina, sede metropolitana de la provincia eclesiástica de Imfal. Desde el 12 de julio de 2006 su arzobispo es Dominic Lumon.

## Territorio y organización
La arquidiócesis tiene 22 356 km² y extiende su jurisdicción sobre los fieles católicos de rito latino residentes en el estado de Manipur.
La sede de la arquidiócesis se encuentra en la ciudad de Imfal, en donde se halla la Catedral de San José.
La arquidiócesis tiene como sufragánea a la diócesis de Kohima.
En 2021 en la arquidiócesis existían 53 parroquias.

## Historia
La diócesis de Imfal fue erigida el 13 de marzo de 1980 con la bula Cum Nos del papa Juan Pablo II, tras la división de la diócesis de Kohima-Imfal, de la que también se originó la diócesis de Kohima. Originalmente era sufragánea de la arquidiócesis de Shillong.
El 10 de julio de 1995 la diócesis fue elevada al rango de arquidiócesis metropolitana con la bula Cum Ecclesia catholica del papa Juan Pablo II.

## Estadísticas
Según el Anuario Pontificio 2022 la arquidiócesis tenía a fines de 2021 un total de 101 283 fieles bautizados.
| Año                                                                             | Población            | Población | Población      | Sacerdotes | Sacerdotes    | Sacerdotes    | Bautizados por sacerdote | Diáconos permanentes | Religiosos | Religiosos | Parroquias |
| Año                                                                             | Bautizados católicos | Total     | % de católicos | Total      | Clero secular | Clero regular | Bautizados por sacerdote | Diáconos permanentes | Varones    | Mujeres    | Parroquias |
| ------------------------------------------------------------------------------- | -------------------- | --------- | -------------- | ---------- | ------------- | ------------- | ------------------------ | -------------------- | ---------- | ---------- | ---------- |
| 1990                                                                            | 53 140               | 1 773 140 | 3.0            | 63         | 28            | 35            | 843                      |                      | 57         | 130        | 32         |
| 1999                                                                            | 69 550               | 2 271 550 | 3.1            | 89         | 46            | 43            | 781                      |                      | 50         | 148        | 33         |
| 2000                                                                            | 70 000               | 2 231 000 | 3.1            | 94         | 51            | 43            | 744                      |                      | 53         | 148        | 34         |
| 2001                                                                            | 71 150               | 2 388 634 | 3.0            | 96         | 60            | 36            | 741                      |                      | 51         | 148        | 34         |
| 2002                                                                            | 72 350               | 2 438 634 | 3.0            | 87         | 51            | 36            | 831                      |                      | 58         | 193        | 34         |
| 2003                                                                            | 73 293               | 2 438 634 | 3.0            | 92         | 54            | 38            | 796                      |                      | 53         | 191        | 35         |
| 2004                                                                            | 80 558               | 2 438 634 | 3.3            | 99         | 58            | 41            | 813                      |                      | 56         | 198        | 31         |
| 2006                                                                            | 82 947               | 2 465 000 | 3.4            | 98         | 59            | 39            | 846                      |                      | 56         | 207        | 36         |
| 2013                                                                            | 88 576               | 2 696 000 | 3.3            | 130        | 82            | 48            | 681                      |                      | 86         | 260        | 49         |
| 2016                                                                            | 95 868               | 2 850 000 | 3.4            | 136        | 88            | 48            | 704                      |                      | 74         | 260        | 44         |
| 2019                                                                            | 98 901               | 2 968 250 | 3.3            | 146        | 98            | 48            | 677                      |                      | 74         |            | 52         |
| 2021                                                                            | 101 283              | 2 884 350 | 3.5            | 159        | 100           | 59            | 637                      |                      | 59         |            | 53         |
| Fuente: Catholic-Hierarchy, que a su vez toma los datos del Anuario Pontificio. |                      |           |                |            |               |               |                          |                      |            |            |            |

## Episcopologio
- Joseph Mittathany † (28 de marzo de 1980-12 de julio de 2006 retirado)
- Dominic Lumon, desde el 12 de julio de 2006